# (8106) Carpino
(8106) Carpino est un astéroïde de la ceinture principale.

## Description
(8106) Carpino est un astéroïde de la ceinture principale. Il fut découvert le 23 décembre 1994 à Sormano par Marco Cavagna et Piero Sicoli. Il présente une orbite caractérisée par un demi-grand axe de 2,41 UA, une excentricité de 0,22 et une inclinaison de 9,7° par rapport à l'écliptique.

## Compléments